# Ván bài lật ngửa
Ván bài lật ngửa là bộ phim nhựa trắng đen 8 tập về đề tài gián điệp do Xí nghiệp phim Tổng hợp Thành phố Hồ Chí Minh (nay là Hãng phim Giải Phóng) sản xuất trong những năm 1982–1987.

## Lịch sử
Bộ phim mô phỏng quãng đời hoạt động của các nhân vật điệp viên có thật ngoài đời của Đảng Lao động Việt Nam hoạt động trong lòng Việt Nam Cộng hòa trong chiến tranh Việt Nam, đặc biệt là tình báo viên Phạm Ngọc Thảo. Bộ phim do Nguyễn Trương Thiên Lý (Trần Bạch Đằng) viết kịch bản, do Khôi Nguyên (Lê Hoàng Hoa) làm đạo diễn, có sự tham gia diễn xuất của các diễn viên Nguyễn Chánh Tín (vai Nguyễn Thành Luân), ca sĩ Thanh Lan và Thúy An (vai nữ điệp viên tình báo Thùy Dung – vợ của Nguyễn Thành Luân).

## Nội dung
1. Đứa con nuôi vị giám mục (1982)[2]
2. Quân cờ di động (1983)[3]
3. Phát súng trên cao nguyên (1983)[4]
4. Cơn hồng thủy và bản tango số 3 (1984)[5]
5. Trời xanh qua kẽ lá (1985)[6]
6. Lời cảnh cáo cuối cùng (1986)[7]
7. Cao áp và nước lũ (1987)[8]
8. Vòng hoa trước mộ (1987)[9]

## Diễn viên
- Nguyễn Chánh Tín - Robert Nguyễn Thành Luân, dựa trên Albert Phạm Ngọc Thảo
- Thúy An - Thùy Dung (tập 1, 2, 3)
- Thanh Lan - Thùy Dung (tập 4, 5, 6, 7, 8)
- Lâm Bình Chi - Ngô Đình Nhu
- Ngô Thế Dũng - Ngô Đình Diệm
- Thu Hồng - Trần Lệ Xuân
- Đỗ Văn Nghiêm - Giám mục Ngô Đình Thục
- Robert Hải - Đại sứ Mỹ G. Frederick Reinhardt
- Lan Chi - Hélen Fanfani
- Bùi Thương Tín - Thiếu tá Lưu Kỳ Vọng
- Cai Văn Mỹ - Lý Kai
- Phan Hiền Khánh - Bảy Cầu Muối
- Đặng Trí Hoàng Sơn - Lại Văn Sang
- Vương Hồng Đặng - Hộ pháp Phạm Công Tắc
- Trần Quang - Y Mơ Eban
- Trần Quang Đại – Quyến/Lê Ngân
- Huyền Anh - Bác sĩ Trần Kim Tuyến, Sở Nghiên cứu Chính trị Xã hội
- Nguyễn Ngân - Trần Văn Đôn
- Lê Cung Bắc
- Lê Chánh
- Lý Hùng
- Minh Hoàng
- Tư Lê
- Nguyễn Cung
- Khương Mễ - Đường Nghĩa
- Hồng Lực
- Jan vô danh - Kiên (gã đầu bạc)
- Việt Thanh – Lại Hữu Tài
- Hùng An – Sáu Thưng
- Lê Minh Tuấn – Cò Mi Ngọc
- Lâm Thế Thành – Sa
- Nguyễn Văn Lũy – Mạch Điền
- Chế Tâm – James Casey
- Mỹ Trinh – Tiểu Phụng
- Mạc Can - Ảo thuật gia
- Minh Hà – Li Li
- Hùng Minh (Nguyễn Văn Minh) - Trung tá Vương (Vương Văn Đông)

## Hậu trường
Nguyên tác kịch bản phim được đạo diễn Lê Hoàng Hoa chuyển thể từ bản thảo tiểu thuyết Giữa biển giáo rừng gươm của nhà văn Trần Bạch Đằng. Lê Hoàng Hoa đã sửa đổi khá nhiều chi tiết so với tiểu thuyết và đã đặt tên chính thức cho bộ phim là Ván bài lật ngửa. Bộ phim thành công tới mức sau đó nhà văn Trần Bạch Đằng đã lấy nhan đề này đặt cho tiểu thuyết.
Năm 1982, bộ phim được bấm máy và quay xong tập 1, ban đầu đạo diễn Lê Hoành Hoa muốn Trần Quang vào vai Nguyễn Thành Luân nên đã sắp xếp thử vai cùng Nguyễn Chánh Tín. Tuy nhiên, vì một số lí do mà vai nam chính không thành công lắm, vì vậy Trần Bạch Đằng đã chọn một nam diễn viên trẻ còn ít tên tuổi là Nguyễn Chánh Tín vào vai chính. Còn Trần Quang được giao cho vai diễn thủ lĩnh Fulro Y-mơ Ê-ban. Tác giả Trần Bạch Đằng nhận xét về Nguyễn Chánh Tín: "diễn xuất của Chánh Tín chân thật, tự nhiên và có một nét gì đó khác người". Sự lựa chọn này hoàn toàn chính xác và đã đem lại sự thành công lớn cho bộ phim. Nguyễn Thành Luân trở thành vai diễn để đời của Nguyễn Chánh Tín. 
Nữ diễn viên Thúy An vào vai Thùy Dung trong 3 tập đầu. Khi chuẩn bị quay tập 4 thì cô không thể tham gia do đang mang thai. Và ca sĩ Thanh Lan được đạo diễn Lê Hoàng Hoa chọn vào thay thế.
Góp phần không nhỏ tạo nên độ thăng hoa của bộ phim là những vai phụ như Thiếu tá Vọng, Gã đầu bạc, Bảy Cầu Muối..., và những diễn viên không chuyên như vai Lý Kai (của diễn viên quần chúng Cai Văn Mỹ), Ngô Đình Nhu (của Lâm Bình Chi), giám mục Ngô Đình Thục (của Đỗ Văn Nghiêm),... Nguyễn Chánh Tín kể lại: "Có người trong số họ là dân bán áo quần cũ trong chợ Soái Kình Lâm, cũng như chuyên đạp xe đi mua đồ lạc xoong. Nhưng đến khi họ nhập vai thì chính tôi cũng khiếp!".
Năm 1986, kịch bản phim đã được chuyển thể ngược thành tiểu thuyết cùng tên và được tái bản nhiều lần. Nhìn chung phần nội dung trong phim chỉ là một phần đầu của tiểu thuyết. Ngược lại, nhiều tình tiết trong phim không có trong tiểu thuyết, và nhiều nhân vật phụ trong phim rất được yêu thích như trùm tình báo CIA Gã đầu bạc, Bảy Cầu Muối... cũng không có mặt trong tiểu thuyết.
Trong kịch bản phim và tiểu thuyết có khá nhiều nhân vật được đổi tên so với nhân vật thật bởi nhiều lý do. Trong tiểu thuyết, Trần Bạch Đằng chỉ ghi tên nhân vật chính là Chín T. để chỉ nhà tình báo Phạm Ngọc Thảo. Một số nhân vật khác được thay đổi tên như (kịch bản - tên thật):
| - Anh Hai - Lê Duẩn - Sáu Đăng - Nguyễn Đức Trí - Tướng Lâm - Lâm Văn Phát | - Trung tá Vương - Vương Văn Đông - Đại úy Phan Lạc - Phan Lạc Tuyên - Trung tá Trần Ngọc - Trần Ngọc Châu |

Với kịch bản lôi cuốn, các lời thoại có chiều sâu giữa các chính khách, và diễn xuất xuất thần của Nguyễn Chánh Tín, bộ phim được nhiều nhà bình phim đánh giá là một trong những thành công lớn nhất của điện ảnh Việt Nam. Phim giành về giải đặc biệt Liên hoan phim Việt Nam lần thứ 6 năm 1983, giải Bông sen bạc Liên hoan phim Việt Nam lần thứ 7 năm 1985, và giải nam diễn viên chính xuất sắc tại Liên hoan phim Việt Nam lần thứ 8 năm 1985, nhờ vào sự thể hiện ấn tượng vai diễn đại tá Nguyễn Thành Luân của tài tử Nguyễn Chánh Tín, vai diễn ghi dấu ấn lớn nhất trong sự nghiệp đóng phim của ông.
- Giải đặc biệt Liên hoan phim Việt Nam lần thứ 6 năm 1983
- Giải Bông sen bạc Liên hoan phim Việt Nam lần thứ 7 năm 1985
- Giải nam diễn viên chính xuất sắc Liên hoan phim Việt Nam lần thứ 8 năm 1985